# AFTN
AFTN (acrónimo de Aeronautical Fixed Telecommunications Network o Red de Telecomunicaciones Fijas Aeronáuticas) es una red internacional de telecomunicaciones que  se utiliza para intercambiar mensajes e información relacionada con tráfico aéreo. El centro de comunicaciones de AFTN opera dentro de la organización ANSP.
La red AFTN se diseñó originalmente para teletipo, pero ahora forma parte de una red de telecomunicaciones heterogénea en la que los participantes finales también se comunican con fax o correo electrónico, aunque hoy en día está conectada a otras redes de datos (por ejemplo, CIDIN) utilizadas para la gestión eficaz del tráfico aéreo.